# Gabriel Pernau Mas
Gabriel Pernau Mas (Barcelona, 15 de febrer de 1964) és periodista. Ha publicat diversos llibres de viatges i és autor d'obres d'assaig relacionades amb temes com l'esport, la immigració o la repressió franquista.

## La fabulosa història de la senyora Wang
La fabulosa història de la senyora Wang tracta de la vida de Cristina Nubiola, nascuda el 1912 en un poblet de Tarragona.
De ben jove, el 1932, va quedar vídua essent mare d'una nena molt petita. Coneix Wang Rong, un xinès interessat per les cultures europees, s'enamoren i ho deixarà tot (fins i tot la seva filla de tres anys) per anar a viure amb ell a la Xina on va viure com a ciutadana xinesa (casada amb Wang, ara es dirà Wang Fenglian) les difícils dècades de 1930, 1940 i 1950 (invasió japonesa, la Segona Guerra Mundial i la victòria comunista sobre el Kuomingtang). Va residir a Xangai i més tard en una localitat més petita. El seu marit va perdre les seves propietats. Tornarà a Catalunya sola on obrirà un restaurant de menjar xinès. Havent esclatat la Revolució Cultural, un cop superades les dificultats burocràtiques va poder reunir-se amb el seu espòs i així es van poder reunir tota la família amb els cinc fills. També es va dedicar al massatge xinès. A fi de respectar la seva intimitat, els noms Cristina Nubiola i Wang Rong són ficticis.

## Obra publicada

### En català
- El somni català (La Campana, 1995) ISBN 978-84-88791-22-1
- A la Xina amb bicicleta (La Campana, 1997) ISBN 978-84-88791-50-4
- Tot Cuba amb bicicleta (La Campana, 1999) ISBN 978-84-88791-73-3
- Barcelona i el cotxe, cent anys d'amor i odi (Lunwerg, 2001) ISBN 978-84-7782-836-5
- Catalunya a pinyó fix, (Editorial Meteora, 2003) ISBN 978-84-95623-25-6
- Les veus de la presó (La Campana, 2003), amb altres autors ISBN 978-84-95616-32-6
- Barcelona amb bicicleta (Columna, 2005) ISBN 978-84-664-0627-7
- Racc, cent anys de passió (Racc, 2006), amb altres autors ISBN 978-84-611-1897-7
- Circuit de Catalunya 1991-2006 (Circuit de Catalunya, 2006) ISBN 978-84-934380-1-2
- Per terres d'Al·là, viatge a l'altra riba de la Mediterrània (Brau, 2006) ISBN 978-84-95946-58-4
- Sportman. Les millors imatges dels pioners de l'esport català (La Magrana, 2008) ISBN 978-84-9850-098-1
- Descobrint Montilla. El somni català del President de la Generalitat (La Magrana, febrer 2010) ISBN 978-84-7410-033-4
- La fabulosa història de la senyora Wang, (Editorial Meteora, 2011) ISBN 978-84-92874-35-4

### En castellà
- A China en bicicleta (Ediciones B, 1998) ISBN 978-84-663-1182-3
- Cuba en bicicleta (Ediciones B, 2000) ISBN 978-84-406-9680-9
- Barcelona y el coche, cien años de amor y odio (Lunwerg, 2001) ISBN 978-84-7782-814-3
- Locos por el Tour (RBA, 2003), amb altres autors ISBN 978-84-7871-350-9
- Racc, cien años de pasión (Racc, 2006), amb altres autors ISBN 978-84-611-0260-0
- Por tierras de Alá, viaje a la otra orilla del Mediterráneo (lavanguardia.es, 2007)
- Descubriendo a Montilla. El sueño catalán del Presidente de la Generalitat (RBA, febrer 2010)